# ベニバナセンブリ
ベニバナセンブリまたはセンタウリウムソウ、センタウリー（学名: Centaurium erythraea）は、リンドウ科ケンタウリウム属の草本である。元々ユーラシアと北アフリカにおいて広く自生していたが、他の地域にも帰化している（参照: #分布）。特徴の一つは茎基部のロゼット状に広がる葉である（参照: #特徴）。ヨーロッパでは全草を苦味健胃薬として利用する（参照: #薬用）。

## 分類
リンネは1753年の『植物の種』（ラテン語: Species Plantarum）においてベニバナセンブリを Gentiana centaurium として記載している。現行の学名 Centaurium erythraea はカール・ゴットロープ・ラフンにより1800年に記載されたものである。
ケンタウリウム属（Centaurium）は The Plant List (2013) では31種、Hassler (2019) では30種が認められており、ベニバナセンブリ以外にはハナハマセンブリ（C. tenuiflorum）やケンタウリウム・プルケルム（C. pulchellum）およびその変種コゴメセンブリ（C. p. var. altaicum; 中国語: 百金花）といったものが属している。属名はディオスコリデスがベニバナセンブリに対して用いたギリシア語 κενταύριον に基づくが、これは#民俗で触れる逸話によるものと思われる。邑田 (2003) などのように「シマセンブリ属」としている資料も存在するが、そのシマセンブリは2004年発表の Taxon 53: 725 により Centaurium japonicum から Schenkia japonica に分類が変更されており、伊藤 & 井鷺 (2018:xvii) のようにSchenkia属を指して「シマセンブリ属」と呼ぶ例が見られるようになっている。

## 分布
ヨーロッパからコーカサス、中央アジアに広く分布する。Lansdown (2013) によると
ヨーロッパ:
- アイルランド、アルバニア、イギリス（北アイルランド、グレートブリテン）、イタリア（本土、サルデーニャ島、シチリア島）、ウクライナ、エストニア、オーストリア、オランダ、ギリシア（本土、クレタ島、東エーゲ諸島）、クロアチア、スイス、スウェーデン、スペイン（本土、バレアレス諸島）、スロヴァキア、スロヴェニア、セルビア、チェコ、デンマーク、ドイツ、トルコ（ヨーロッパ側）、ハンガリー、フランス（本土、コルシカ島）、ブルガリア、ベラルーシ、ベルギー、ポーランド、ポルトガル（本土）、マルタ、モルドヴァ、ラトビア、リトアニア、ルーマニア、ロシア（カリーニングラードなどを含む）

アジア:
- アゼルバイジャン、アフガニスタン、アルメニア、イスラエル、イエメン、イラク、イラン、ウズベキスタン、オマーン、キプロス、サウジアラビア、ジョージア、タジキスタン、トルクメニスタン、パキスタン、ヨルダン、レバノン

アフリカ:
- アルジェリア、モロッコ、リビア

に自生し、さらに
ヨーロッパ:
- スペイン領カナリー諸島、ポルトガル領アゾレス諸島

南北アメリカ:
- アメリカ合衆国（アイダホ州、インディアナ州、ヴァージニア州、ヴァーモント州、オハイオ州、オレゴン州、カリフォルニア州、ジョージア州、ノースカロライナ州、ハワイ諸島、ペンシルヴァニア州、ミシガン州、メーン州、メリーランド州、ロードアイランド州、ワシントン州）、アルゼンチン（ネウケン州、リオ・ネグロ州）、エクアドル、カナダ（オンタリオ州、ケベック州、ノバスコシア州、ブリティッシュコロンビア州）、コスタリカ、ペルー

オセアニア:
- オーストラリア（ヴィクトリア州、オーストラリア首都特別地域、クイーンズランド州、タスマニア州、西オーストラリア州、ニューサウスウェールズ州、南オーストラリア州）、 ニュージーランド（北島、南島）

にも帰化して定着している。
久内 (1960) によれば日本にも大正時代中期に園芸植物として導入され、広島県呉市で盛んに繁殖していた。
乾いた草地、開けた森林地、休閑地に生える。

## 特徴
一年草あるいは多年草。茎は直立して高さ60センチメートルになり4稜、中空で単生または分枝し、枝はほぼ直立か斜上する。
葉は対生し無柄、茎の基部のもの（根生葉）は卵状楕円形で大きく長さ3-5センチメートル、幅1-2センチメートルでロゼット状に広がる一方、茎上葉はより小さく狭くなりほぼ線形、基部はわずかに茎を抱く。
花序は盛んに分枝し、茎葉より小型の苞葉があり、密な集散花序をなす。花は花序枝の先端に1個ずつつき、ほぼ無柄。花冠は淡紅色または白色、基部の約3分の2は筒となり、長さ8-10ミリメートル、裂片は5つ、楕円形で長さ約6ミリメートル、平開する。萼は花冠の半分より長い。雄蕊（おしべ）は先熟、5本で花冠中部に合着、花冠口部から超出し、葯は黄色で花柱を囲み、裂開時に強くねじれる。雌蕊（めしべ）は1本、子房上位で1室、花柱は長く、柱頭は平らで2岐するが、成熟前には内向きに合わさって頭状となる。

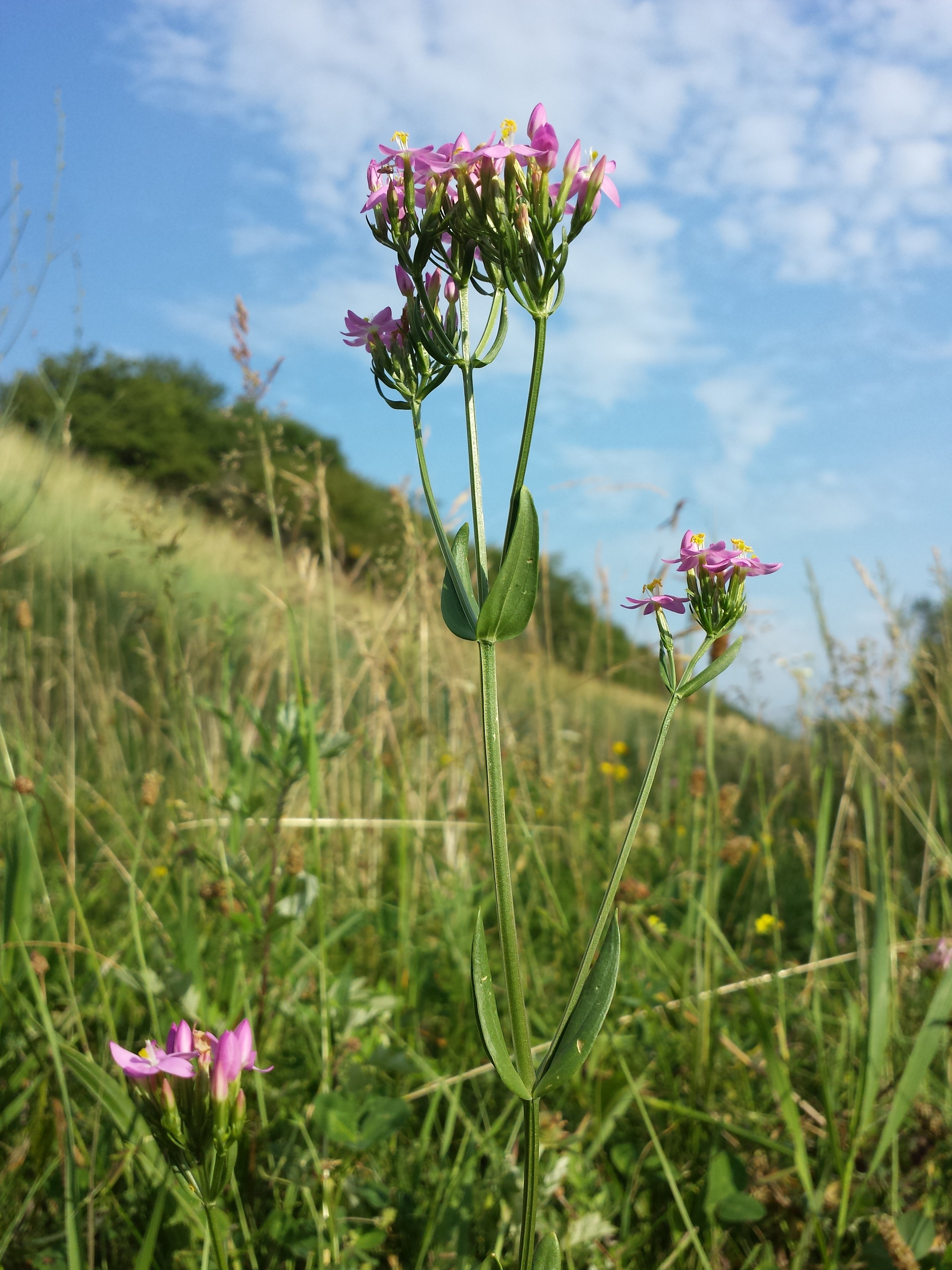
直立する茎。
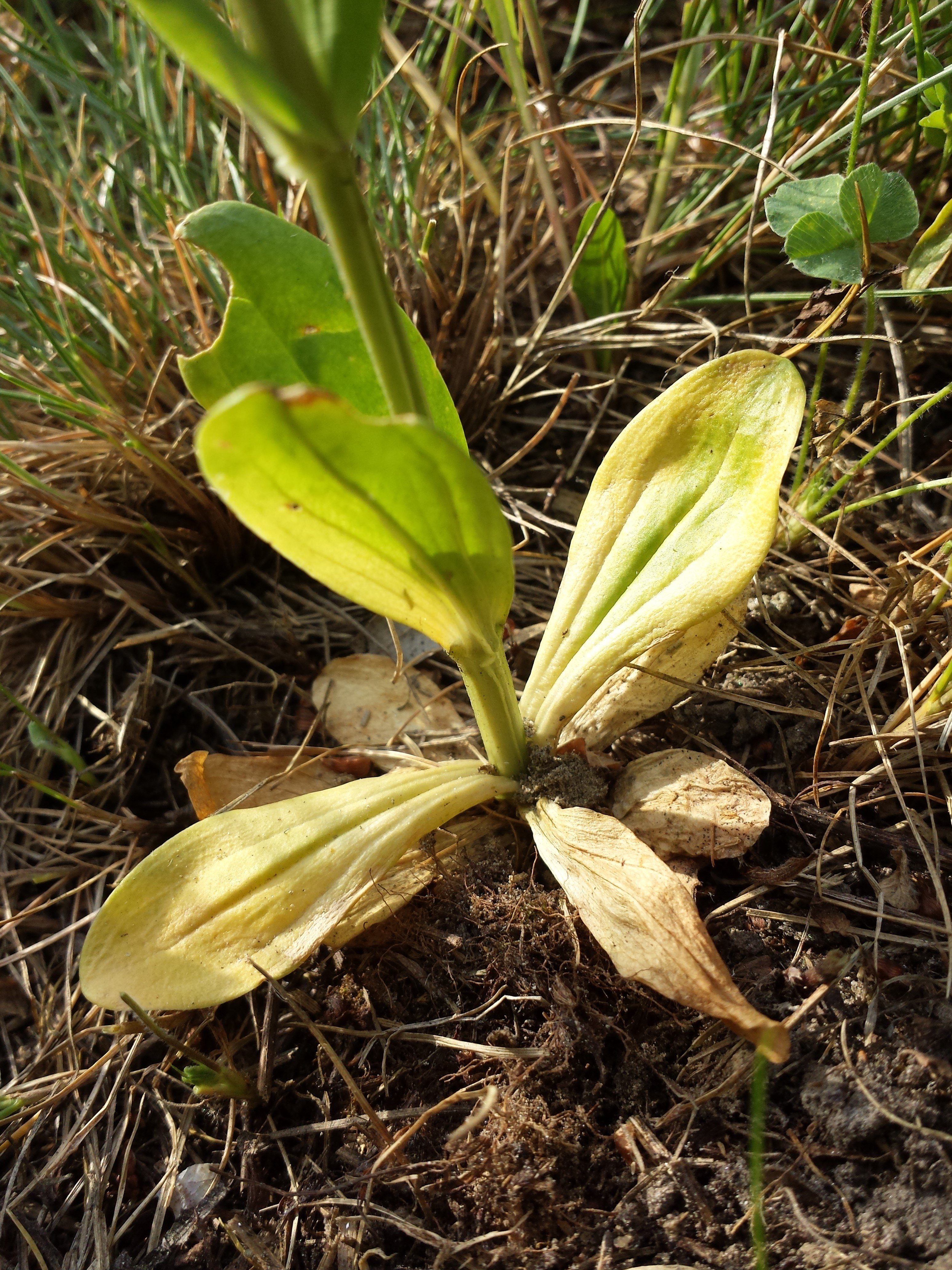
ロゼット状の根生葉。
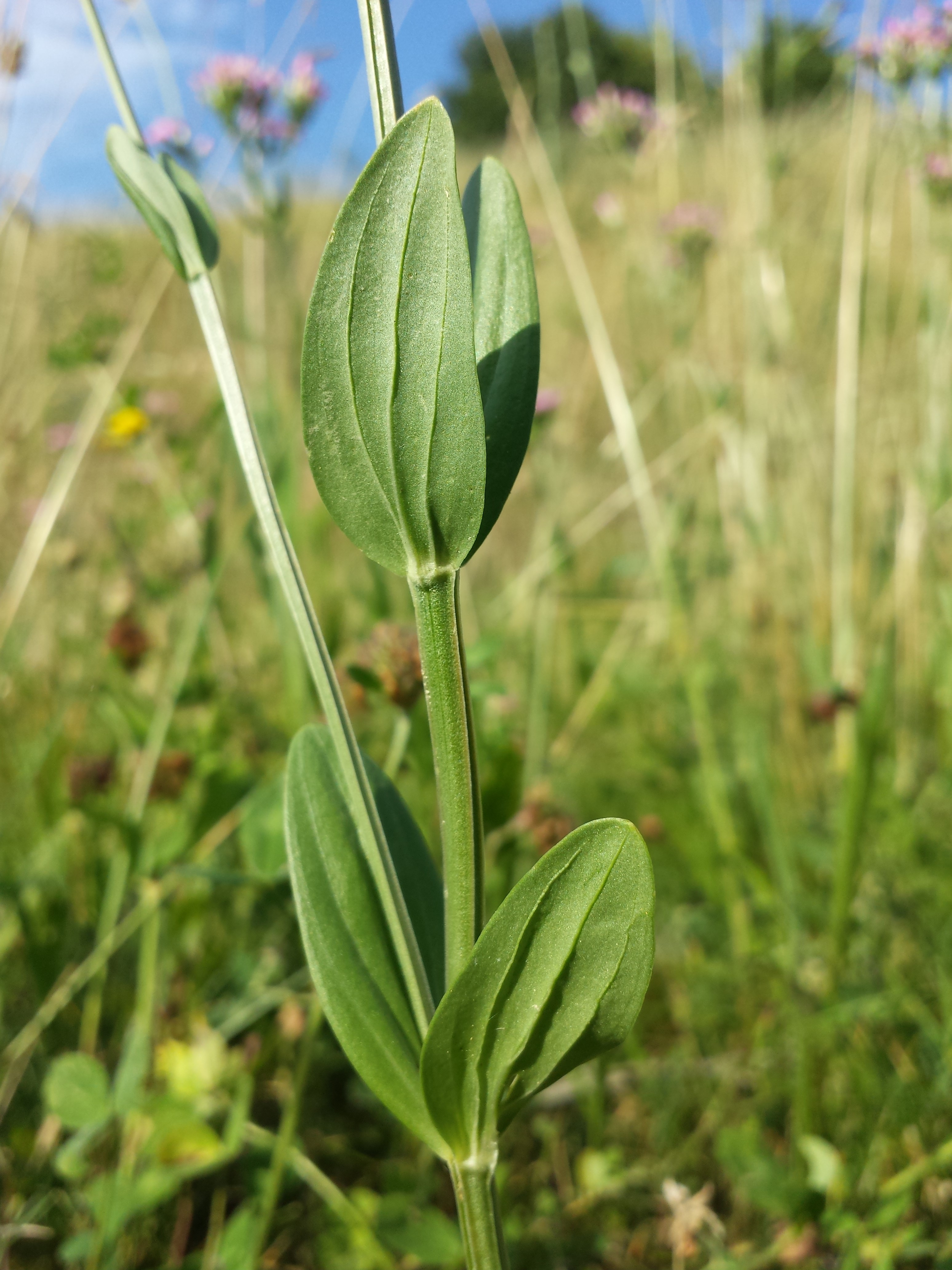
茎葉。
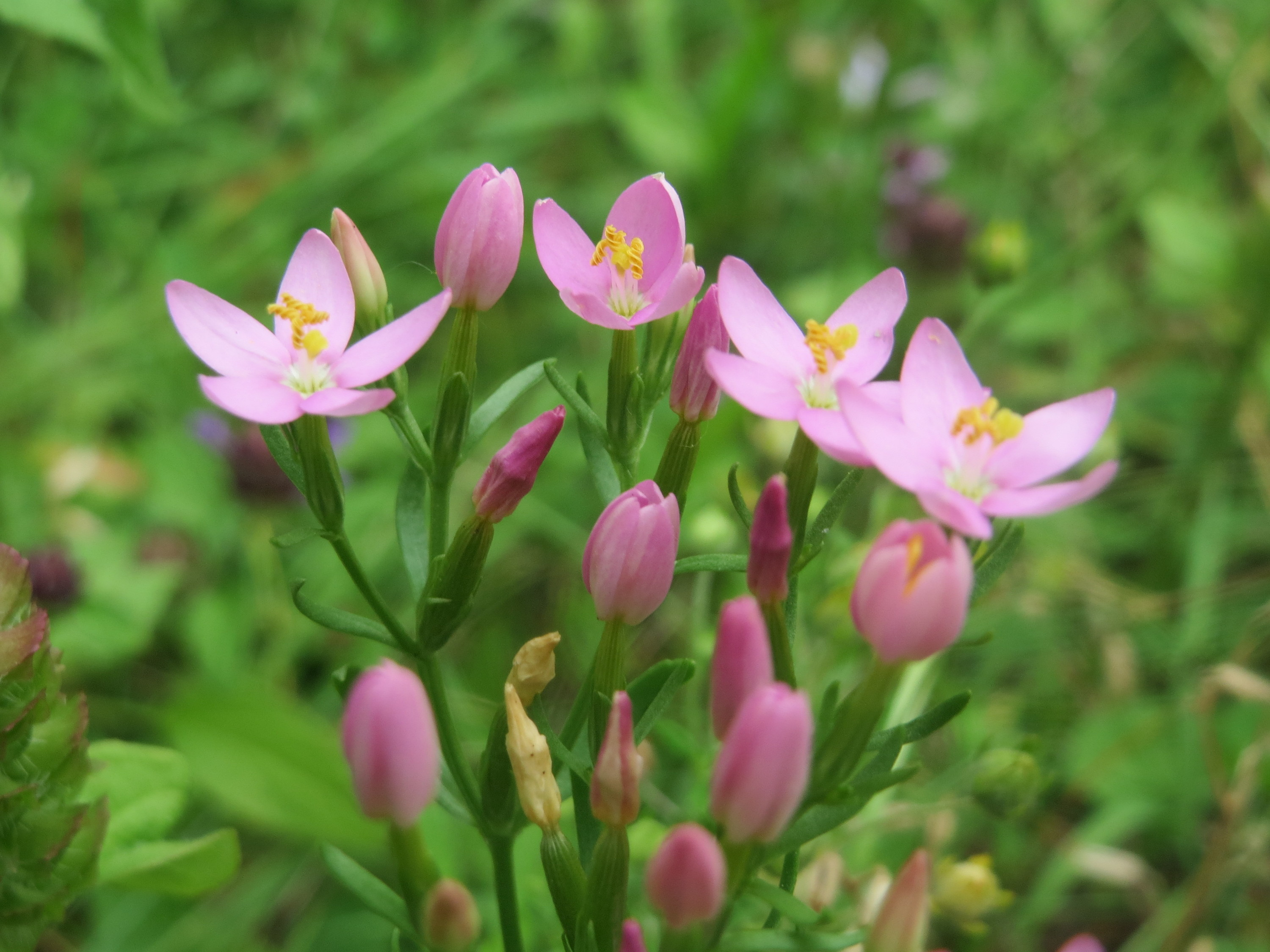
花。
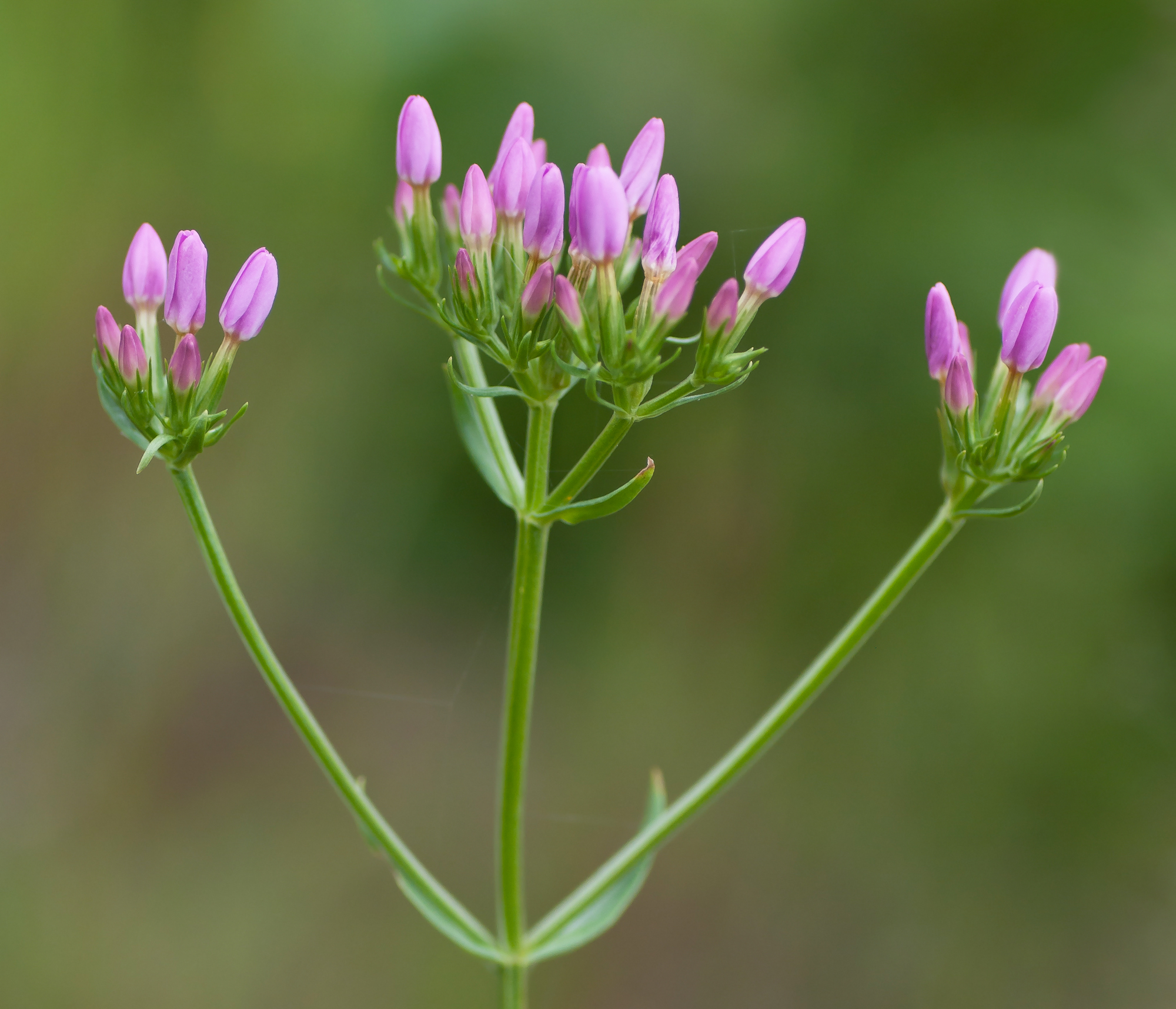
密な集散花序となる。
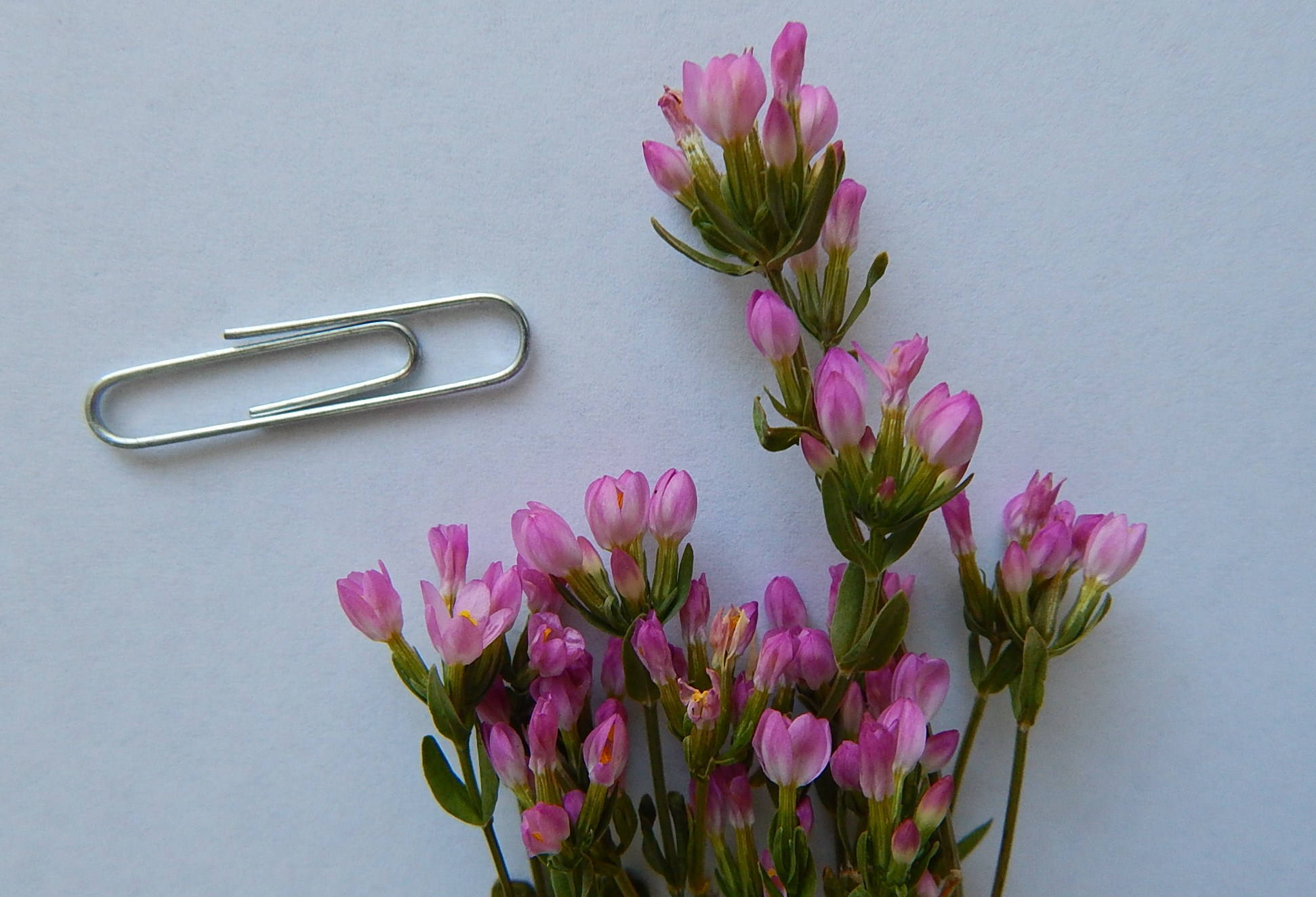
花びら1枚は長さ6ミリメートルほど。
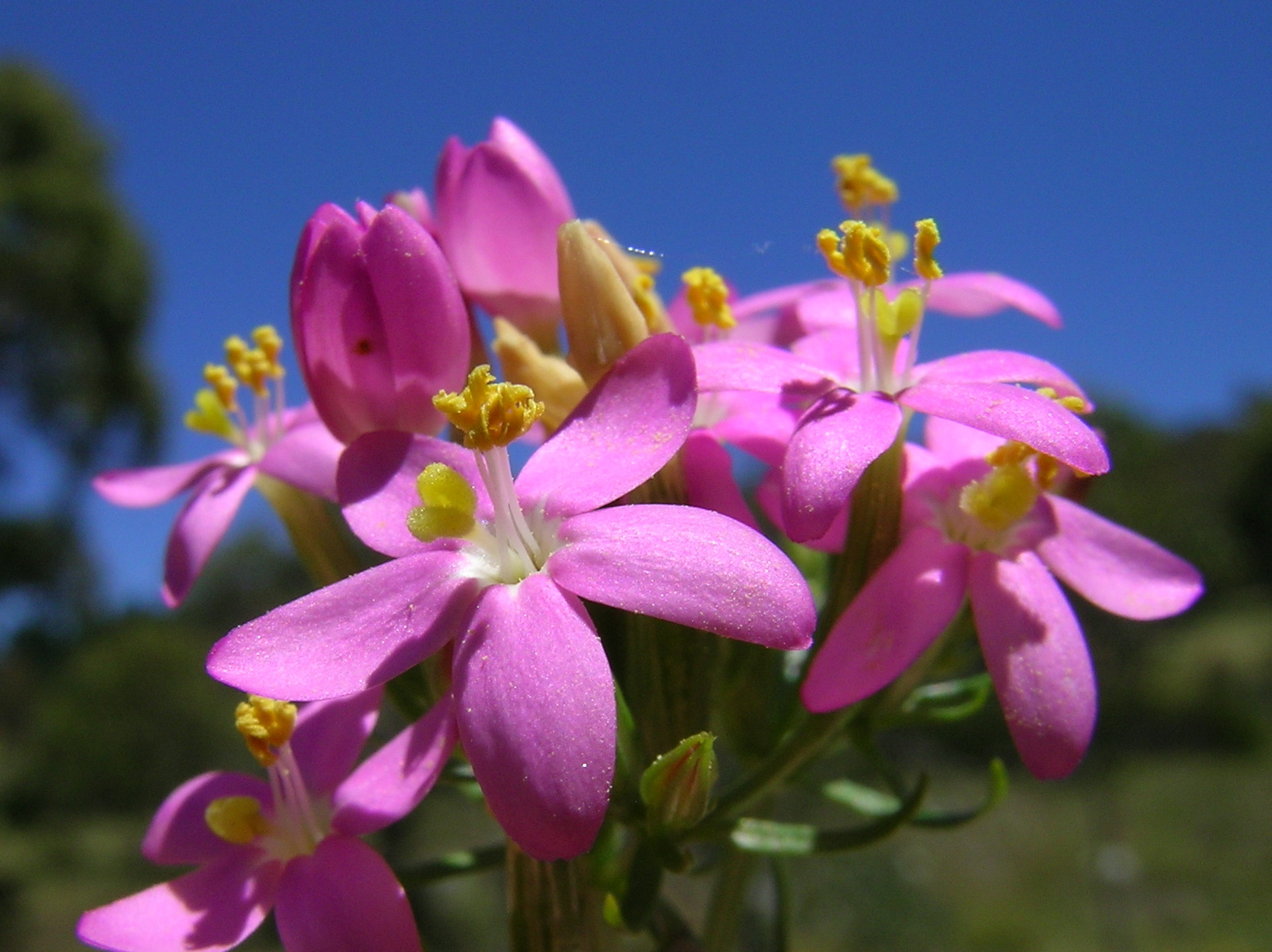
花の拡大図。

## 利用

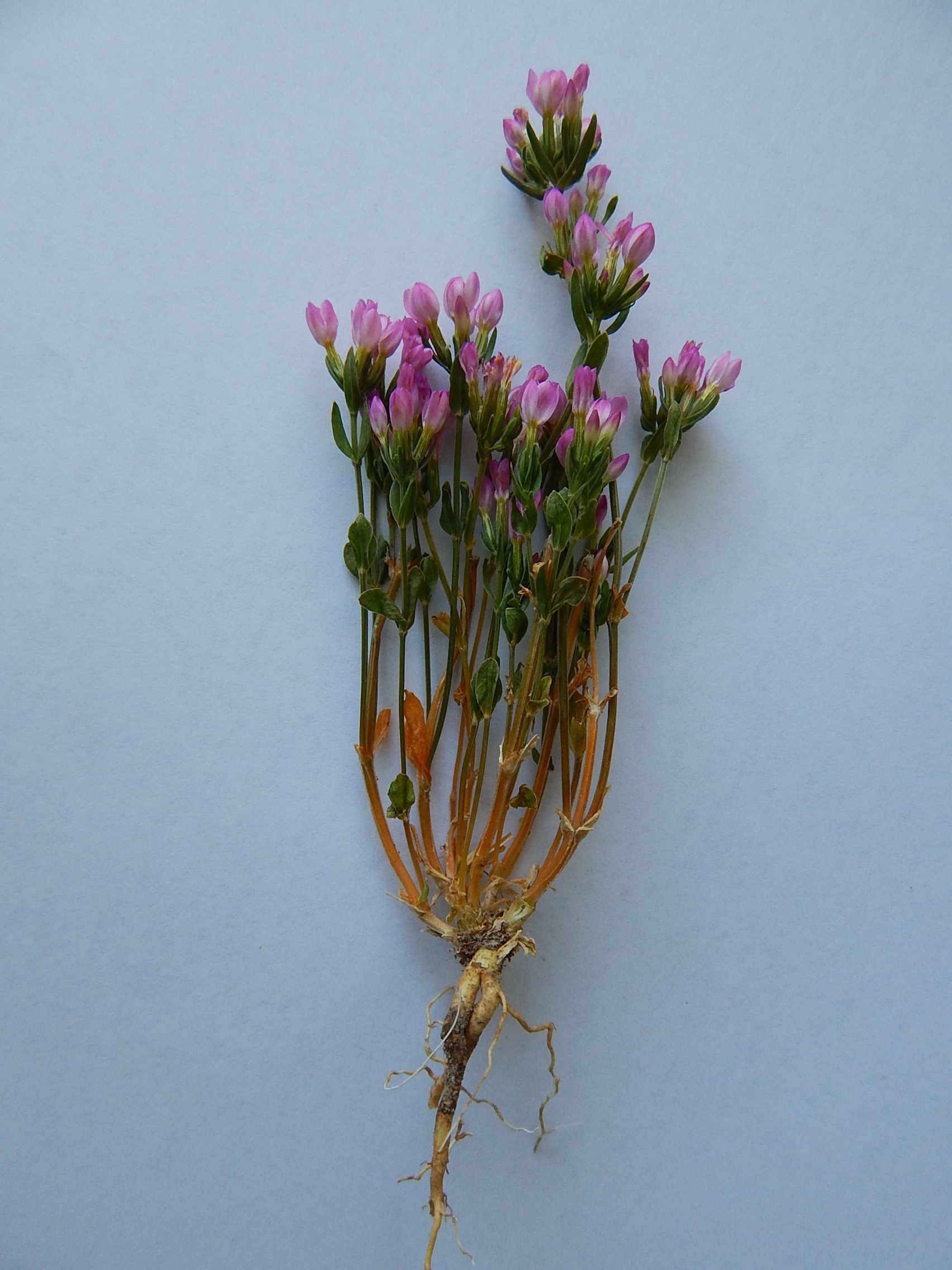
全草が薬用となる。

### 薬用
全草が非常に苦く、同じリンドウ科のゲンチアナ（Gentiana lutea）にも含まれるセコイリドイド類の複数種の苦味成分を有し、加水分解によりエリスロセンタウリン（erythrocentaurine）を生ずる苦味配糖体やアルカロイドのゲンチアニン（gentianine）を含む。含有成分は3,500倍希釈でも検出することが可能である。
欧州医薬品庁の薬草医薬品委員会（英: Committee on Herbal Medicinal Products）はベニバナセンブリが消化や胃腸の不調、一時的な食欲不振に有効であるとしており、乾燥させて細かくしたものや地上部を粉末にしたものが用いられる。具体的には胃液の分泌を促進させ食物を分解しやすくする、食欲を刺激し、胆汁の産生を増加させるという効果があるが数週間以上服用を続ける必要があり、含有成分が消化器上部に反射作用を刺激するよう、ゆっくりすすって服用する。

### 園芸
ベニバナセンブリは園芸用に栽培もされている。排水性のよい砂質の土壌に植えるのが適切である。肥えた土地では草丈が高くなり、猛烈な勢いで繁茂するとされる。花期は6-10月である。

## 民俗

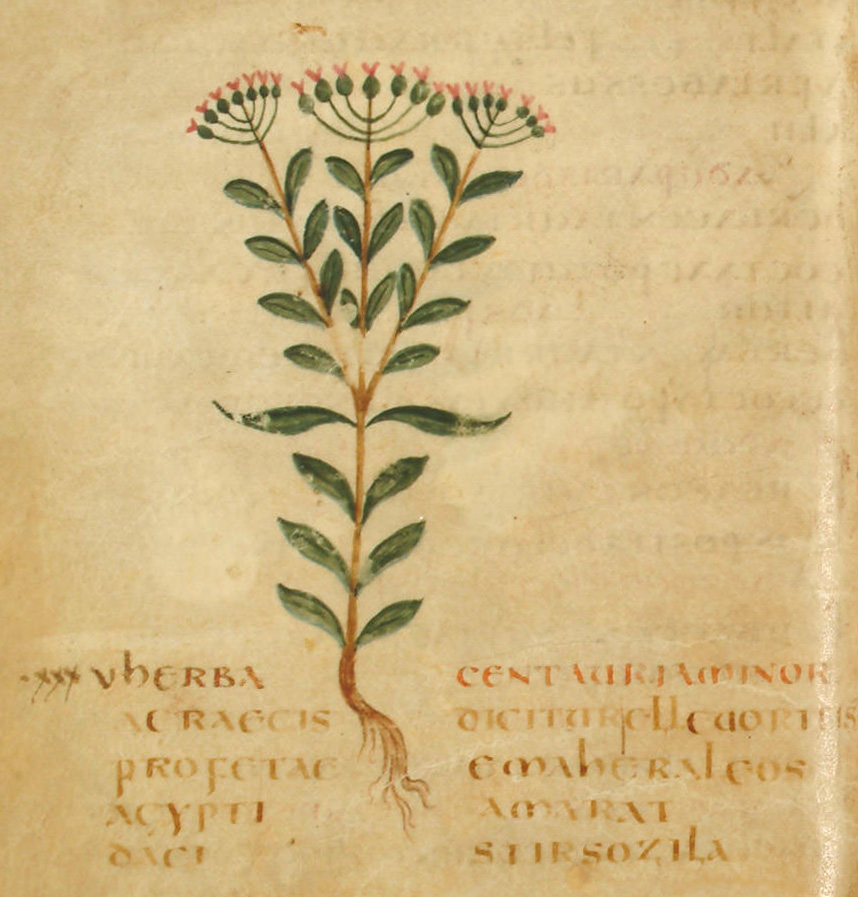
偽アプレイウスにより描かれたベニバナセンブリ（6世紀）

ギリシア神話では半人半馬の種族ケンタウロスの賢者であるケイローンが弟子のヘラクレスに誤って射られた毒矢による致命傷を薬草で治癒しようとしたが、この逸話がギリシア語名 κενταύριον や属名の Centaurium、英名 common centaury の由来とされる。

## 諸言語における呼称
- 英語: (common) centaury
- ギリシア語: κενταύριον[15]
- スウェーデン語: flockarun[1]
- ドイツ語: echtes Tausendgüldenkraut[15]
- フランス語: petite centaurée〔ケンタウリウム属の総称〕[7], érythrée
- ポーランド語: centuria pospolita[16]
- リトアニア語: skėtinė širdažolė[17]